# Sídla založená moravskými bratry
Sídla založená moravskými bratry je nadnárodní památka světového dědictví UNESCO, která zahrnuje 4 sídla v Evropě a USA. Dánský Christiansfeld figuruje na seznamu od roku 2015, zbývající tři sídla byla zapsána v roce 2024 (Herrnhut v Německu, Bethlehem v USA a Gracehill ve Spojeném království). Města byla založena moravskými bratry. Každá osada má svůj architektonický ráz vycházející z ideálů moravské církve, ale přizpůsobený místním podmínkám. Společně představují nadnárodní působnost a konzistenci mezinárodní moravské komunity jako globální sítě. Ve všech městech je i nadále aktivní náboženský sbor, kde tradice pokračují a tvoří živé moravské dědictví. Osady se vyznačují charakteristickou zástavbou, jako jsou obecné domy, kostely a sborovny (obecní byty pro svobodné muže, ženy a vdovy), a také symetrickým urbanistickým uspořádáním. 

## Fotogalerie

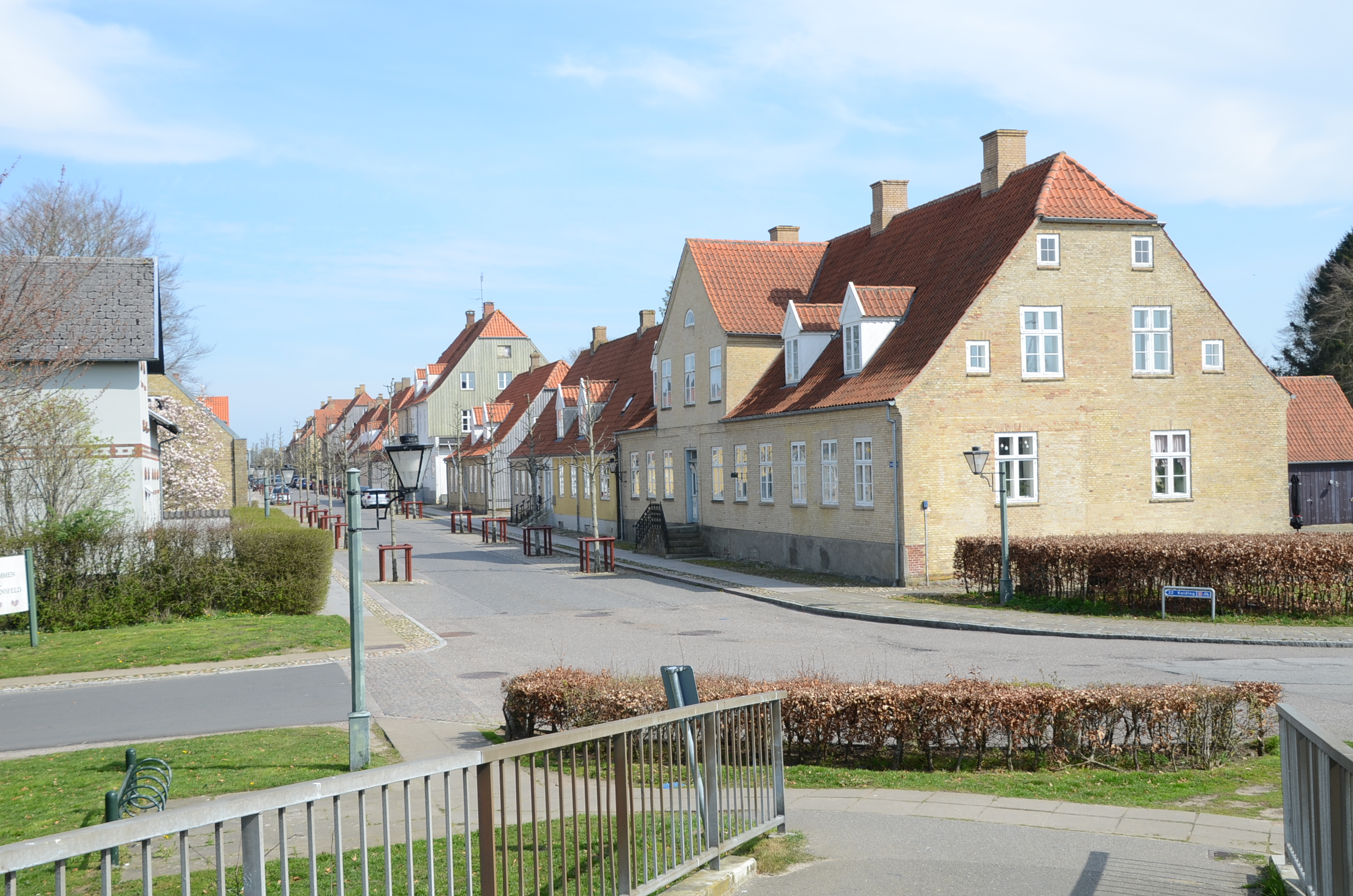
Christiansfeld
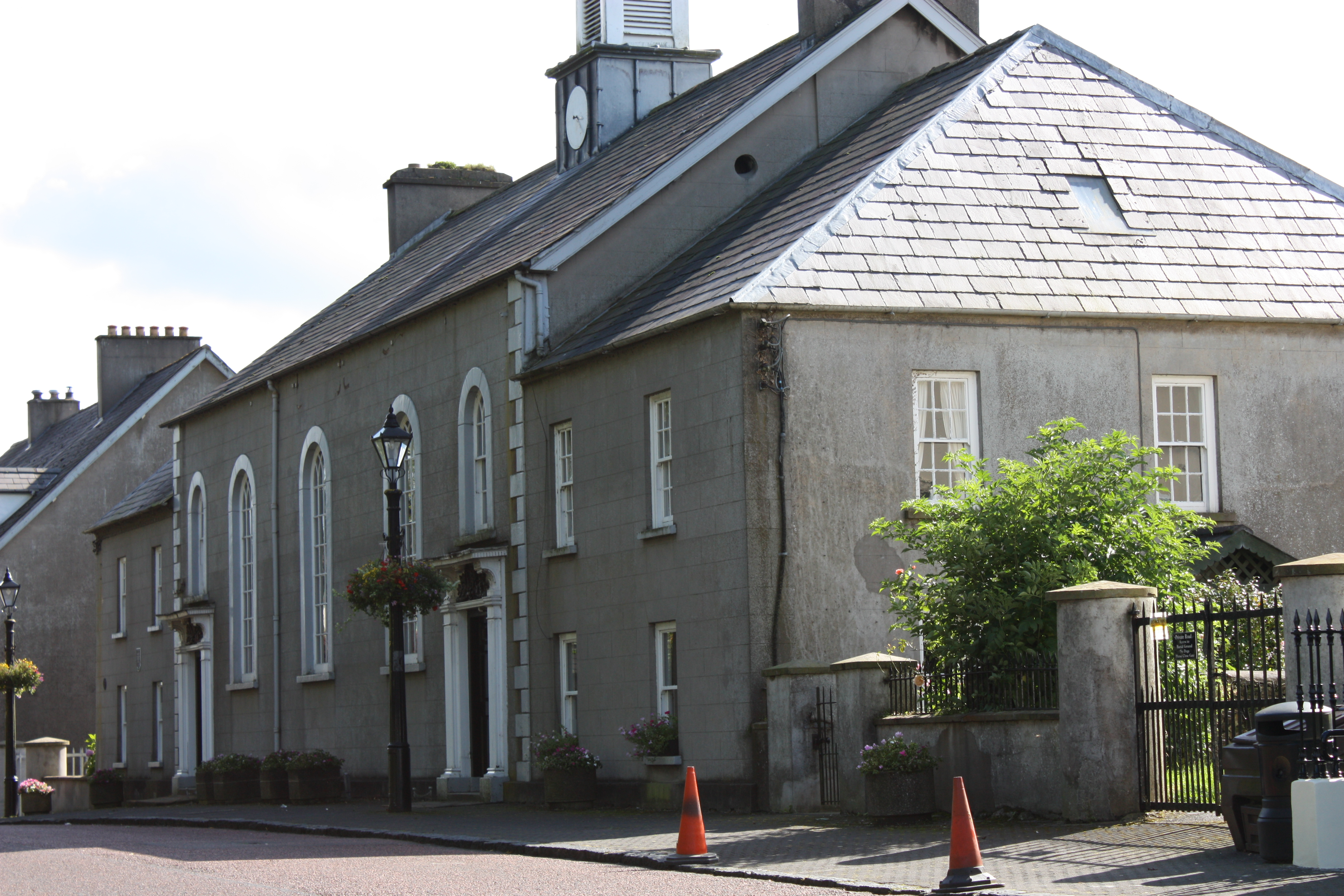
Gracehill
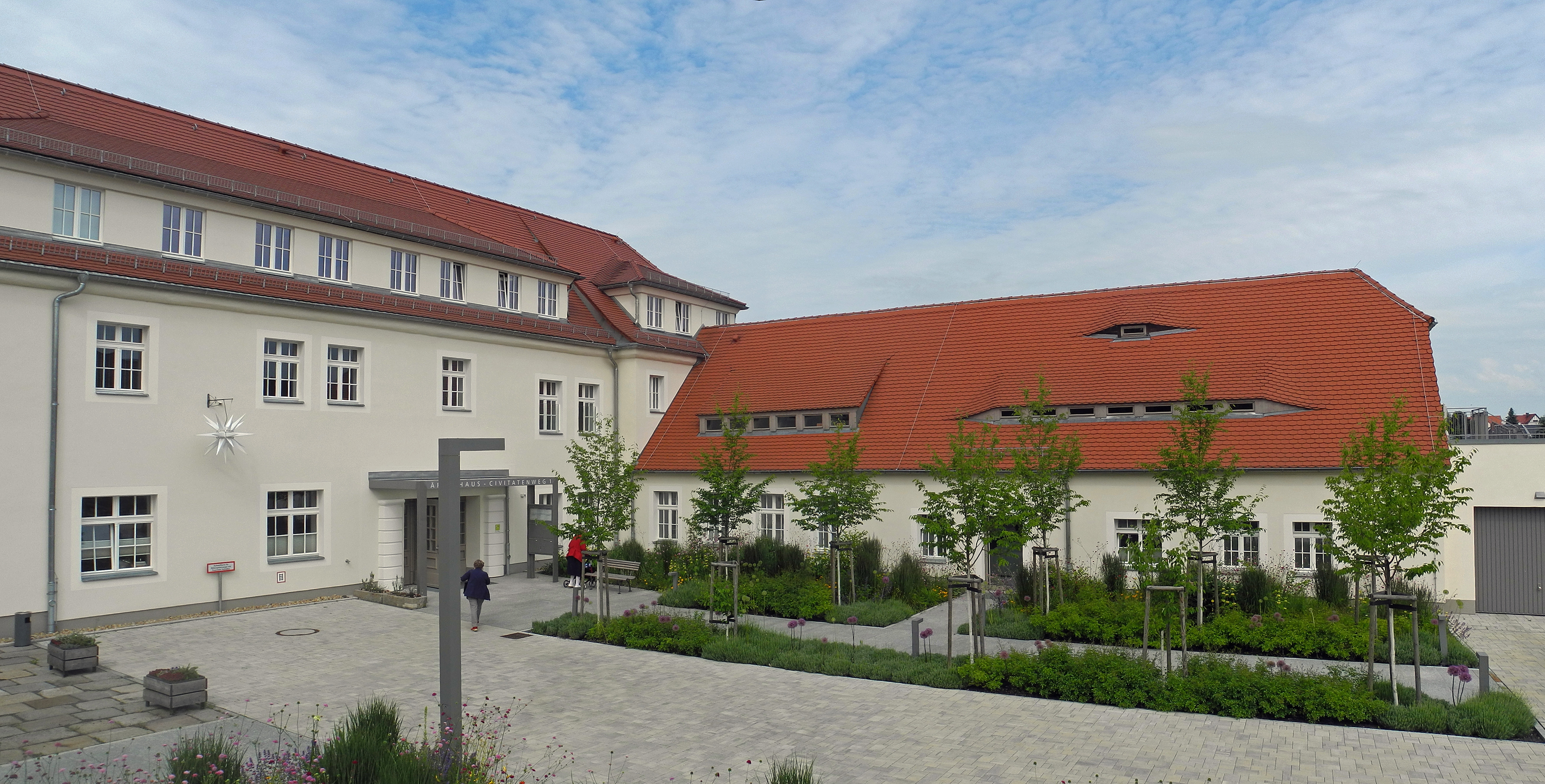
Herrnhut
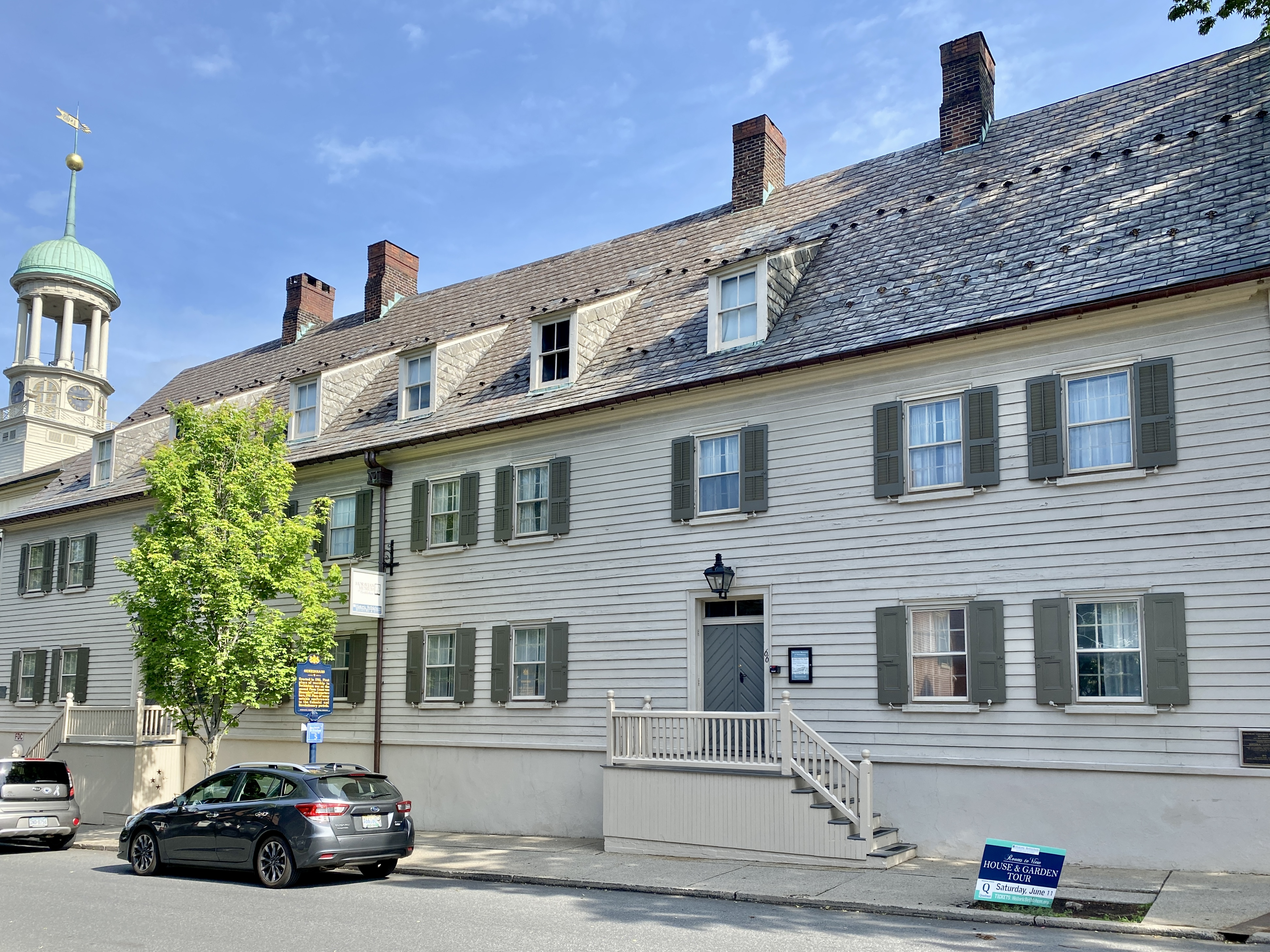
Bethlehem